# Кульбашне
Кульбашне́ — село Гоголівської селищної громади Миргородського району Полтавської області. Населення станом на 2001 рік становило 3 особи. Колишній орган місцевого самоврядування — Михайлівська сільська рада.

## Географія
Село Кульбашне знаходиться на відстані до 1,5 км від сіл Дакалівка та Михайлівка. По селу протікає пересихаючий струмок із загатою.
Віддаль до селища Велика Багачка — 24 км. Найближча залізнична станція Гоголеве — за 9 км.

## Історія
Село Кульбашне виникло на початку XX ст. як хутір Устивицької волості Миргородського повіту Полтавської губернії.
У 1912 році в хуторі Кузьбачному було 10 жителів.
У січні 1918 року в селі розпочалась радянська доба.
У 1926 році Кульбашне входило до Устивицького району Лубенської округи.
У 1932–1933 роках внаслідок Голодомору, проведеного радянським урядом, у селі загинуло 16 мешканців (лише встановлено імен).
З 16 вересня 1941 по 19 вересня 1943 року Кульбашне було окуповане німецько-фашистськими військами.
Станом на 2023 рік у Кульбашному не залишилося жодного мешканця.